# ラファエウ・ティエリ・ジ・アルブケルケ・マルケス
ラファエウ・ティエリ（Rafael Thyere）ことラファエウ・ティエリ・ジ・アルブケルケ・マルケス（ポルトガル語: Rafael Thyere de Albuquerque Marques、1993年3月27日 - ）は、ブラジルのサッカー選手。ポジションはDF。

## クラブ歴
2013年にグレミオFBPAのトップチームに昇格。2014年8月に経験を積ませるためにボアECにシーズン末までレンタル移籍。しかし1ヶ月で試合も出ないままに帰還し、アトレチコ・ゴイアニエンセにレンタルに出されたがこちらでも出場は無かった。2018年初めからアソシアソン・シャペコエンセ・ジ・フチボウにレンタル移籍。

## タイトル
グレミオFBPA
- コパ・ド・ブラジル: 2016
- コパ・リベルタドーレス: 2017

スポルチ・レシフェ
- カンピオナート・ペルナンブカーノ: 2019, 2023